# Гори Тарсиса
Tharsis Montes — це три великі щитові вулкани у регіоні Тарсис на планеті Марс. З півночі на південь це Гора Аскрійська, Гора Павича та Гора Арсія. Mons (мн. montes) — це латинське слово, що означає «гора». Це офіційний термін, що використовується в астрогеології для означення географічних об'єктів, що мають вигляд гори, на тілах Сонячної системи.
За земними мірками три вулкани Tharsis Montes мають просто неймовірні розміри: їхні діаметри від 375 км (Гора Павича) до 475 км (Гора арсія). Вулкан Гора Аскрійська — найвищий із трьох. Його висота становить понад 18 км, або 15 км, якщо рахувати від основи до верхівки. Для порівняння, найбільший вулкан на Землі, Мауна-Лоа на Гаваях, має площу 120 км та вивищується над дном океану на 9 км.
Вулкани Tharsis Montes розташовані поблизу екватора, уздовж величезного вулканічного плато під назвою «регіон Тарсис», або «опуклість Тарсис». Регіон Тарсис простягається на тисячі кілометрів, а середня його висота над нульовим (середнім) рівнем висоти поверхні планети становить близько 10 км. Гора Олімп, найвища відома планетна гора у Сонячній системі, розташована приблизно за 1200 км на північний захід від Tharsis Montes, на краю вулканічної провінції Тарсис.
Вулкани Tharsis Montes були відкриті космічним апаратом «Марінер-9» у 1971 році. Вони були серед небагатьох деталей поверхні, видимих із цього космічного корабля, коли він прибув на орбіту Марса під час глобальної пилової бурі на планеті. Оскільки вони виглядали як нечіткі плями, що проступають у пиловій імлі, їх неофіційно охрестили Північною Плямою, Середньою Плямою, та Південною Плямою (виднілася також четверта пляма — Nix Olympica, яка пізніше отримала назву Гора Олімп). Після того як пил трохи осів і видимість покращилась, стало очевидно, що всі ці плями насправді були вершинами гігантських щитових вулканів зі складними центральними кальдерами (кратерами-западинами).
Трійка вулканів Tharsis Montes розташована на більш-менш однаковій відстані один від одного, яка становить приблизно 700 км (від вершини до вершини), на одній лінії, з орієнтацією південний захід — північний схід. Сумнівно, щоб таке розміщення на одній лінії було випадковим. Декілька менших вулканічних центрів на північний схід від Tharsis Montes розташовані на продовженні цієї лінії. Усі три основні вулкани (а особливо Arsia Mons) мають западини та тріщини, в місцях яких відбувалися бічні виверження; і ці місця перетинають площини вулканів вздовж тієї ж осі — північний схід — південний захід. Ця лінія однозначно являє собою головну структурну рису планети, однак її походження залишається нез'ясованим.

## Галерея
| |
| Топографічна карта вулканів Tharsis Montes та навколишніх територій, виконана на основі даних, зібраних інструментом MOLA. Olympus Mons видно вгорі зліва; західний край системи каньйонів Valles Marineris видніється справа. |

|                                                   |
| Гора Арсія, найпівденніша вершина Tharsis Montes. |

|                                                  |
| Pavonis Mons, центральна вершина Tharsis Montes. |

|                                                                   |
| Кальдера найпівнічнішої вершини Tharsis Montes — Гора Аскрійська. |